# Brooklyn Heights (Brooklyn)
Brooklyn Heights a New Yorkhoz tartozó Brooklyn (Kings megye) északi részén, az East River partjánál fekvő egyik előkelő lakónegyed. A folyó mentén futó parkjából páratlan kilátás nyílik Manhattanre és a Szabadság-szoborra. A vele szomszédos, szintén Brooklyn-hoz tartozó negyedek: Dumbo északon, Downtown Brooklyn keleten, Cobble Hill és Boerum Hill pedig délen.
Az eredetileg Brooklyn Village néven ismert negyed 1834 óta Brooklyn egyik prominens lakónegyede. A környék pár emeletes épületeiről, tipikus barnakő sorházairól ismert, ezeknek többsége még a polgárháború előtt épült meg. Rengeteg nevezetes templom és más vallási intézmény is található itt. Brooklyn első művészeti galériája, a Brooklyn Arts Gallery 1958-ban nyílt meg Brooklyn Heights-ben. 1965-ben Brooklyn Heights nagy részét megóvta a kontrollálatlan fejlesztésektől  annak történelmi negyeddé nyilvánítása, amely az első ilyen kerület New Yorkban.
A negyed közvetlenül Manhattannel szemben fekszik az East River túloldalán, metróval és rendszeres kompjáratokkal összekötve New York központi részével, emellett Brooklyn Heights Brooklyn belvárosából is könnyen megközelíthető.

## Története
Az 1800-as évek elején még falusias övezetből az 1814-ben elindított gőzzel hajtott kompjáratok következtében Brooklyn Heights az 1800-as évek második felére az "első alvóváros" lett, ahonnan könnyebben és gyorsabban lehetett bejutni Manhattanbe komppal, mint Manhattan felső részéből Manhattan szívébe szárazföldön. A csendes negyed a "középosztály paradicsoma" lett.
A Brooklyn híd 1883-as átadása után elindult átalakulási folyamat során – 1898-ban csatolták, mint ahogy Brooklynt is, New York városához – a környékbe többek között művészek, írók költöztek, számos nagy szálloda – a St. George (1885), a Margaret (1889), a Bossert (1909), a Leverich Towers (1928) és a Pierrepont (1928) – épült meg ebben az időben. A nagy gazdasági világválság kezdetére a középosztály nagy része viszont már elhagyta a területet. A panziók lakóházakká váltak, és a környék kezdett egy nyomornegyednek tűnni.
Az 1950-es években megszülető városvédő csoportok sikeresen megakadályozták az olcsóvá lett alacsony épületek elbontását, és helyettük toronyházak megépítését. 

## Építészet
A környék nagyrészt festői sorházakból és néhány kastélyból áll. Az építészeti stílusok széles skálája képviselteti magát, köztük a viktoriánus építészet, az italizáló építészet, a neogótika, a neoromán építészet. Néhány ház téglából épült, de a domináns építőanyag a barnakő vagy a "Jersey freestone" volt, egy New Jersey állambeli vörösesbarna kő Passaic megyéből.

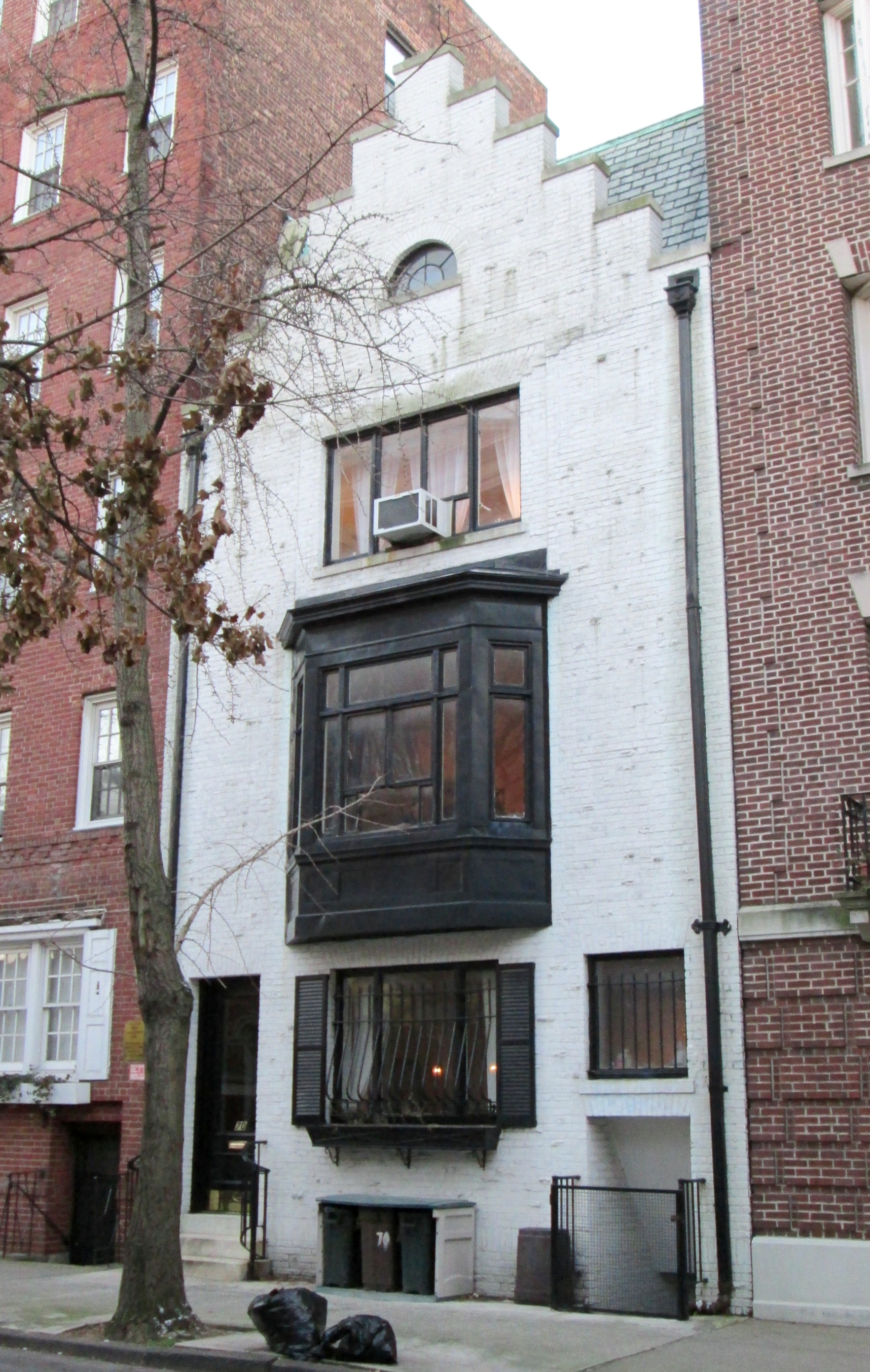
70 Orange Street
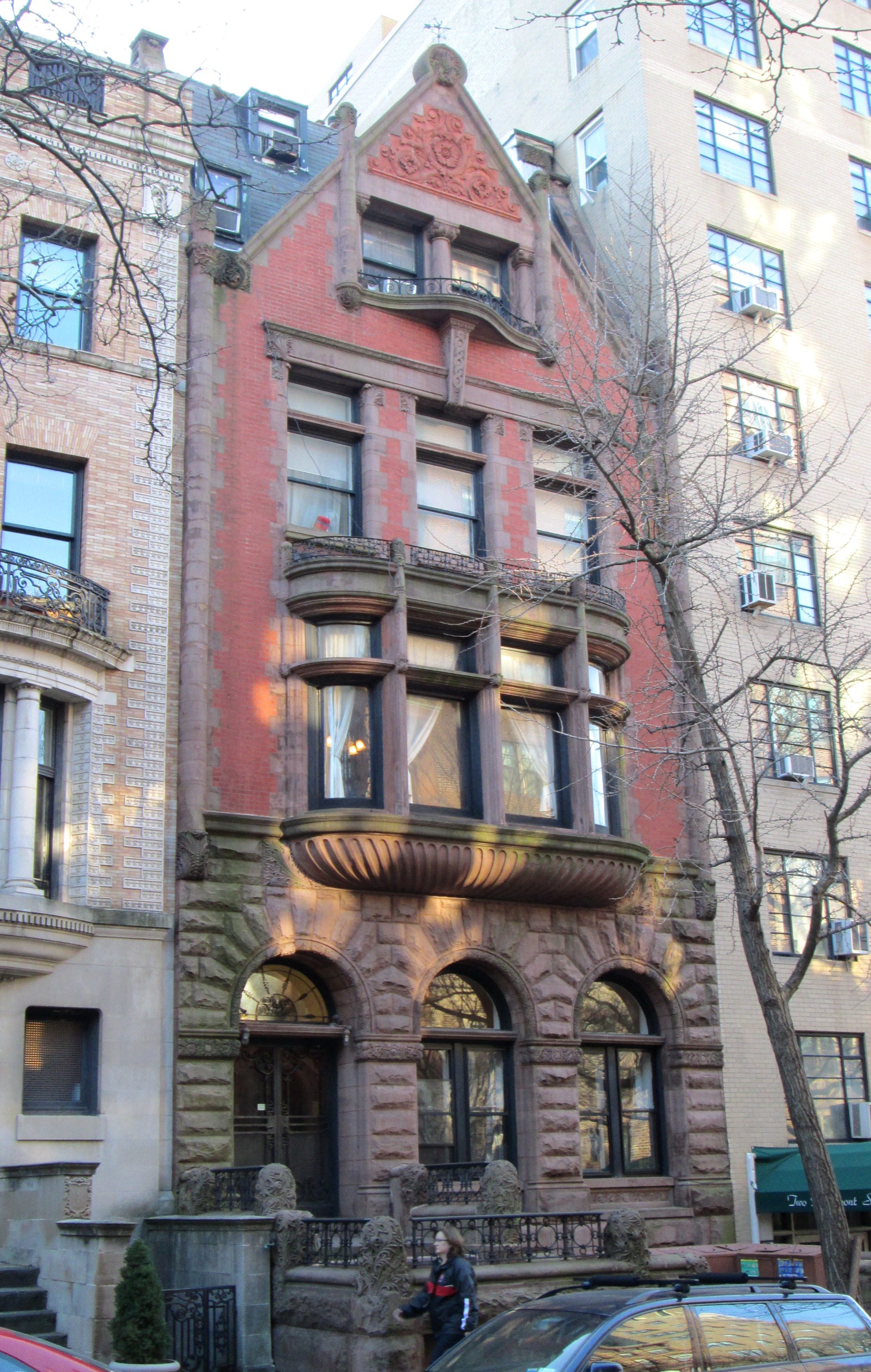
6 Pierrepont Street
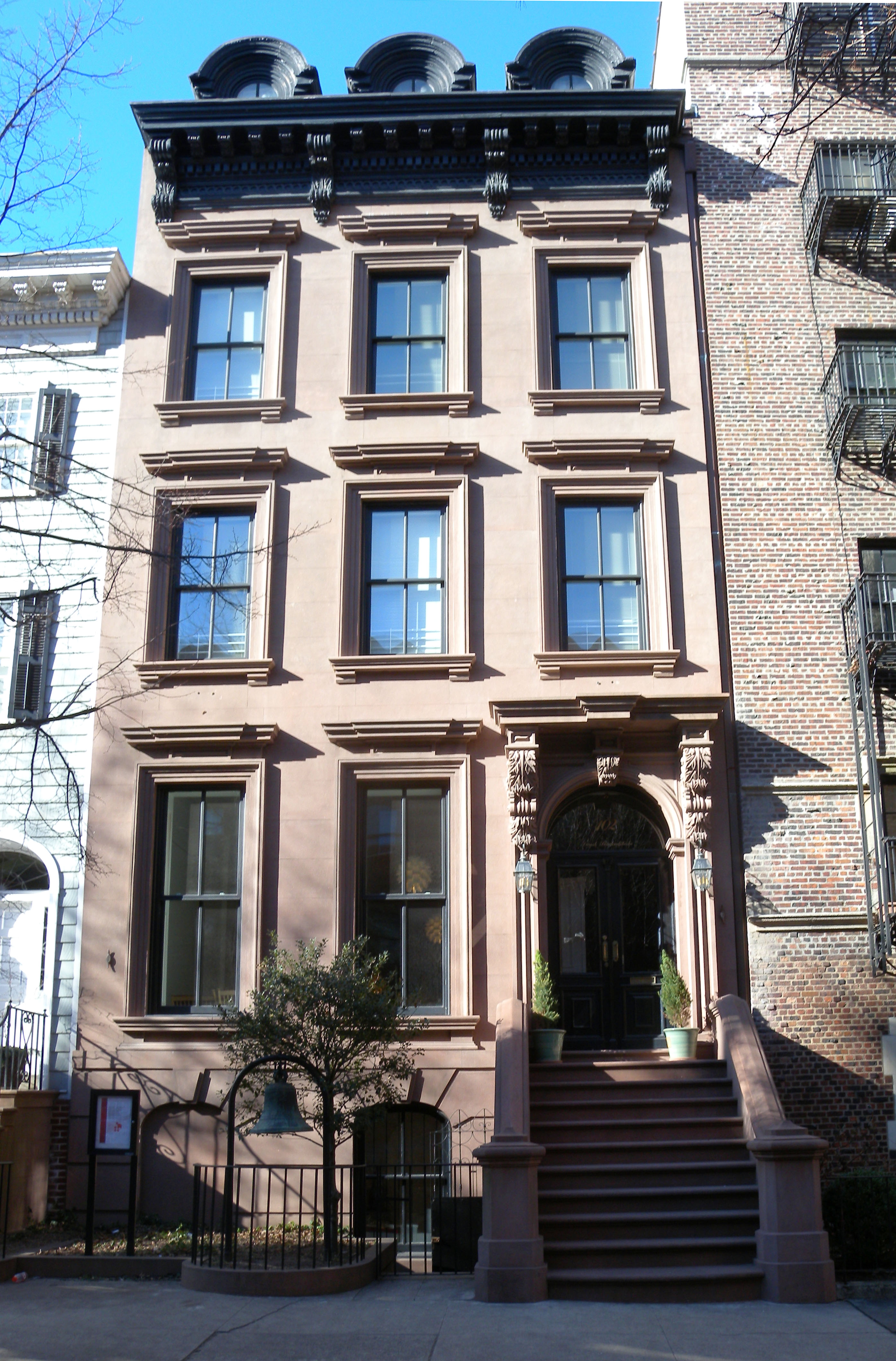
Danish Seamen Church
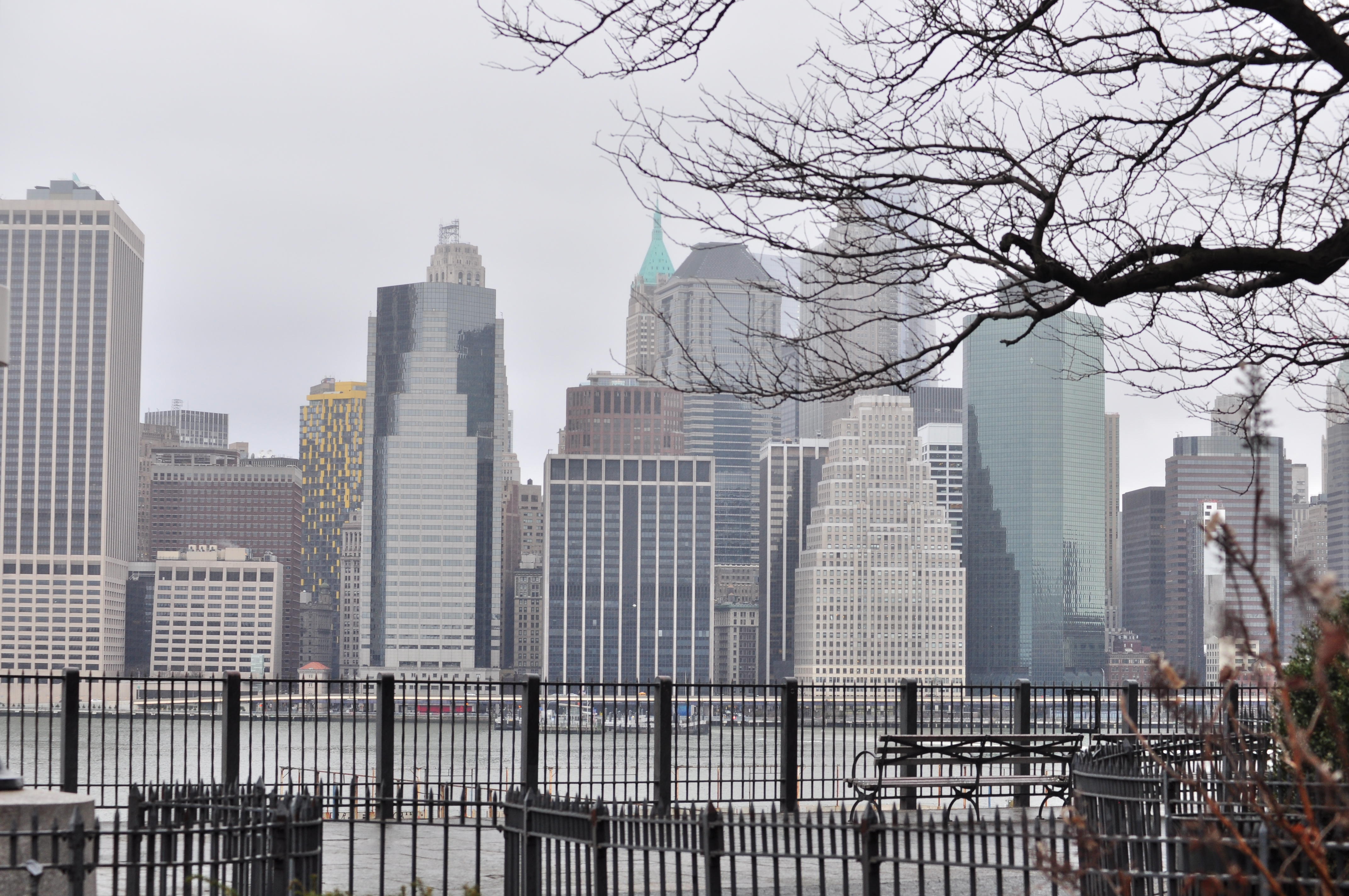
Manhattan látképe Brooklyn Heights-ből

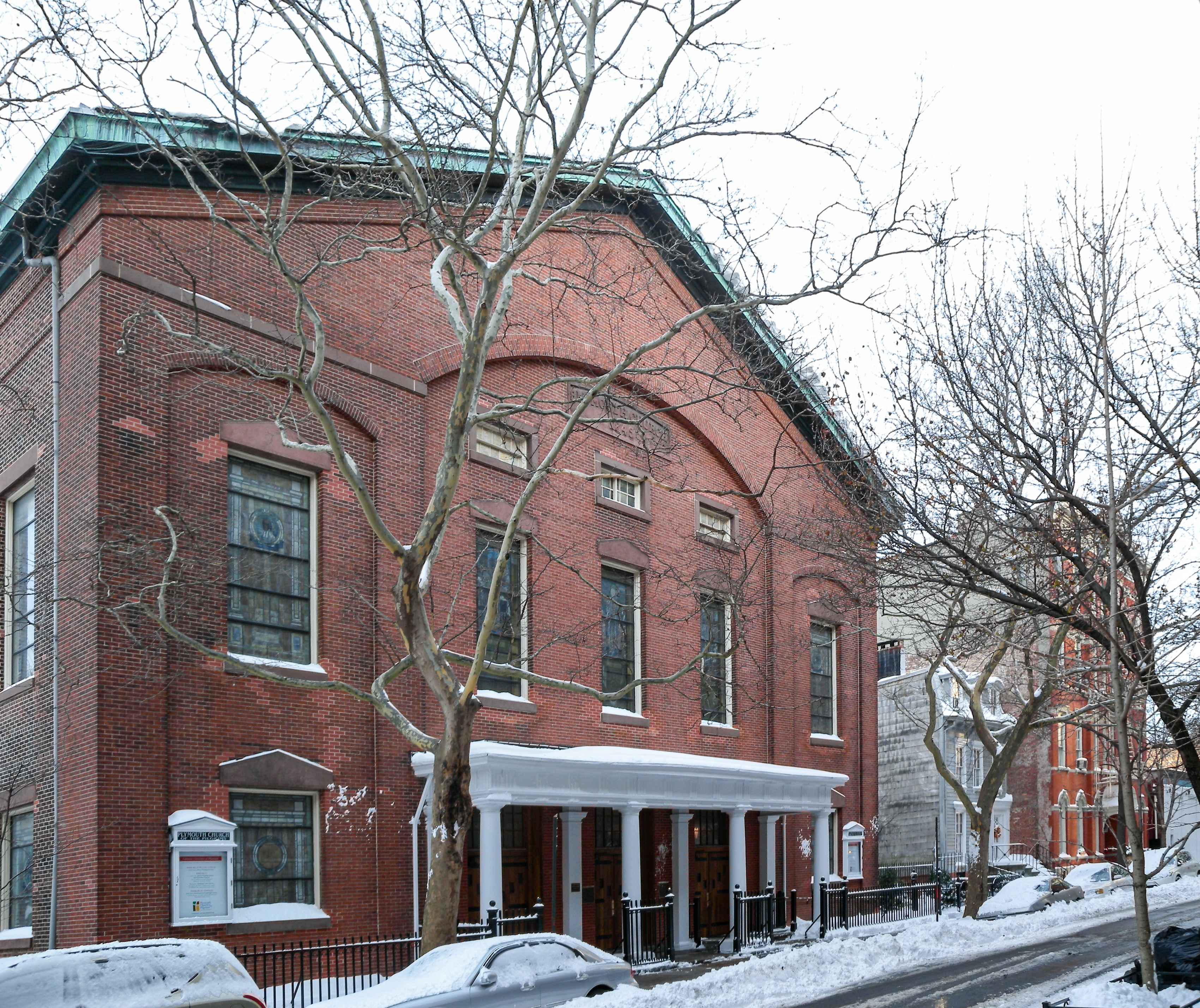
Plymouth Church (1849)
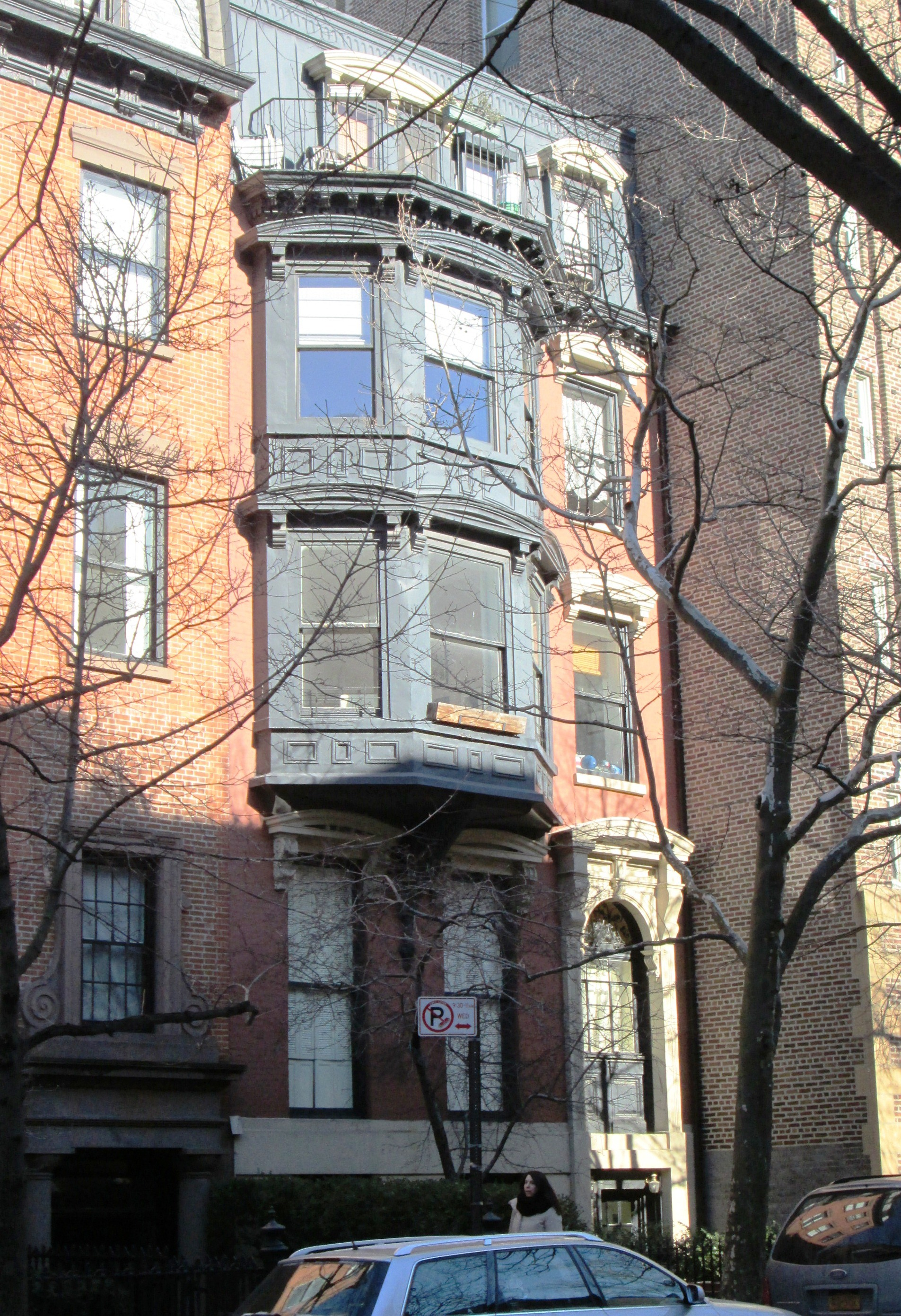
31 Pierrepont Street
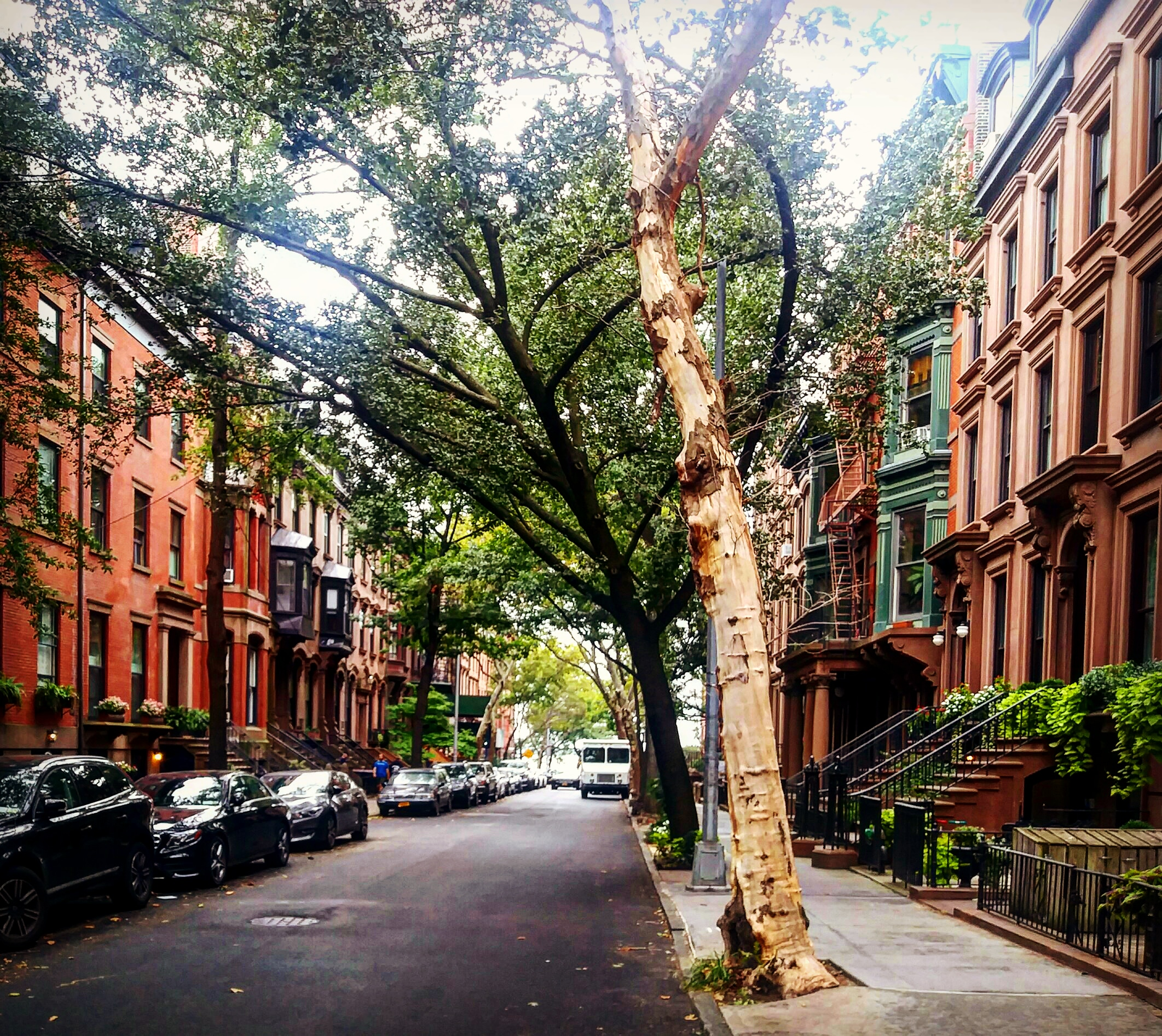
Egy tipikus utcakép

## Demográfiai adatok
A 2010-es népszámlálás adatai szerint Brooklyn Heights lakossága 22 887 fő volt. Ekkor a lakosság összetétele: 75,2% (17 210) fehér, 5,5% (1 259) afroamerikai, 0,2% (37) indián, 8,8% (2 003) ázsiai, 0% (3) csendes-óceáni szigetlakó volt, és 0,4% (82) egyéb származásúnak számított.

## Parkok
- Brooklyn Bridge Park

## Neves lakói
- W. H. Auden (1907–1973), költő, Benjamin Brittennel és Carson McCullers-szel lakott a Middagh Street 7-en[8][5]
- Benjamin Britten (1913-1976), zeneszerző, W. H. Audennel és Carson McCullers-szel a 7 Middagh Street címen
- Joseph Brodsky (1940-1996), Nobel-díjas költő[9]
- Truman Capote (1924–1984), író, a 70 Willow Street címen[8][10]
- Penélope Cruz (1974), színésznő
- Arthur Miller (1915–2005), drámaíró, esszéista[8][5]
- Henry Miller (1891–1980), író[5]
- Marilyn Monroe (1926–1962), színésznő
- Walt Whitman (1819–1892), költő és a Brooklyn Daily Eagle szerkesztője is[11]